# 真友学院
真友学院（しんゆうがくいん）は、株式会社真友社が運営する通信制高校 つくば開成学園高等学校 新潟キャンパス で、旧校名は、新潟中央学院（にいがたちゅうおうがくいん）。

## 沿革
2005年4月に開校した学校法人KTC学園屋久島おおぞら高等学校（通信制）と提携し、新潟でのサポート校として2007年12月に開校。開校時は中央区弁天のビルの6階にあったが、2009年1月31日に中央区花園1丁目へ移転した。2013年10月末に学校法人KTC学園屋久島おおぞら高等学校（通信制）との契約を解除後、2014年1月に東豊学園つくば松美高等学校、学校法人府内学園府内高等学校、相生学院高等学校と提携を開始。2016年3月1日に中央区弁天への再移転に伴い、校名の名称変更を行なった。さらに、つくば松美高等学校の閉校に伴い、星槎国際高等学校と提携した。
2022年4月から、つくば開成学園高等学校 新潟学習センター を真友学院に編入し、つくば開成学園高等学校 新潟キャンパス として開校した。
高校卒業資格の取得を主とし、卒業後の進路決定率100パーセントを目指し、併設している真友ゼミの利用で大学進学を目指すこともできる。

## 設置学科とコース
・普通科:高校卒業を目指す　　　　　　　　　　　　　　　　　　　　　・進学科：高校卒業と大学進学を目指す